# 亞當斯 (紐約州村)
亞當斯（英語：Adams）是位於美國紐約州傑佛遜縣的村。

## 人口
根據2020年美國人口普查的數據，亞當斯的面積為3.74平方千米，皆為陸地。當地共有人口1633人，而人口密度為每平方千米437人。